# Саймон О'Ніл
Саймон Джон О'Ніл ONZM (нар. 1971) — новозеландський оперний співак, тенор. У 1998 році його зображення з'явилося на поштовій марці Нової Зеландії вартістю один долар. У 2021 році він був номінований на дві премії «Греммі».

## Біографія
О'Ніл народився в Ешбертоні, Нова Зеландія, здобув музичну підготовку в Університеті Отаго, Університеті Вікторії Веллінгтона, який закінчив з відзнакою в галузі музики, перш ніж отримати стипендію в Манхеттенській музичній школі (де здобув ступінь магістра 2000 року) та Джульярдський оперний центр. Наприкінці 2016 року отримав звання доктора музики (Honoris Causa) Університету Вікторії Веллінгтона. О'Ніл був призначений офіцером Новозеландського ордена «За заслуги» у 2017 році на честь дня народження королеви.
Під час навчання в Джульярдському оперному центрі співав головну партію в «Ідоменей», Сема Полка в «Сюзанні» та «Шевальє де ла Форс» у «Діалогах кармелітів» під орудою Юліуса Руделя. Згодом в оперній програмі Мерола в Сан-Франциско він виконав роль Родольфо в опері «Богема», а також головну роль у опері « Клеменза Тіто» з оперою «Вольф Трап». У 2004 році О'Ніл був об'єктом документального фільму TVNZ, BBC The Understudy про його контракт з Метрополітен-опера на покриття Зігмунда для Пласідо Домінго в постановці Отто Шенка « Валькюра».
О'Ніл зробив свій дебют в Метрополітен-опера, як Gran Sacerdote Моцарта Ідоменей з Джеймс Лівайн, його Королівський Оперний дебют як Jenik в творі Сметани "Продана наречена з сером Чарльзом Маккерас з подальшим Флорестан (Fidelio) з Антоніо Паппано і Зальцбурзький фестиваль у Die Zauberflöte з Ріккардо Муті та його дебют у Віденській державній опері у головній ролі в «Парсіфалі» з Крістіаном Тілеманном.
Він виконував роль Зігмунда в опері Ріхарда Вагнера "Валькірія в Королівському оперному театрі Ковент-Гарден, з сером Паппано, театр Ла Скала і Берлінській опері з Даніель Баренбойм, Відень Staatsoper з Franz Welser-Міст, Bayerische Staatsoper з Кентом Нагано, Гамбурзькою державною оперою з Сімоном Янг, Німецькою і Метрополітен-опера з Дональдом Ранніклзом, а також у постановці Отто Шенка Ring 2013 року та в постановці Роберта Лепажа з Фабіо Луїзі.
Дебютував у 2009 році в головній партії опери Верді « Отелло» з сером Коліном Девісом та Лондонським симфонічним оркестром, а в 2010 році дебютував на Байройтському фестивалі в головній ролі " Лоенгріна ", повернувшись у головній ролі. Парсіфаля в 2011 році. Того ж року О'Ніл дебютував у ролі Вальтера фон Штольцінга у фільмі «Мейстерзингер фон Нюрнберг» у Ковент-Гарден.
Його виступи включали; головні ролі Парсіфаля, Лоенгріна в Королівському оперному театрі з сером Антоніо Паппано, Отелло і Лоенґріна в Х'юстон Гранд Опера, головна партія в опері Верді « Отелло» та Сергія в його дебюті в опері Австралія в «Леді Макбет з Мценська», Флорестан з Даніелом Баренбойм на BBC Proms з West-Eastern Divan Orchestra і дебютував у Карнегі-холі як Цезар у опері Семюеля Барбера « Антоній і Клеопатра» для Нью-Йоркської міської опери, повернувшись з оркестром Метрополітен-опера та Джеймсом Левайном у « Das Lied» Малера. фон дер Ерде та співав у « Missa solemnis» Бетховена з Бостонською симфонією.
О'Ніл є патроном Новозеландської асоціації вчителів співу (Newzats), Новозеландської співочої школи, New Zealand Opera Circle 100, New Zealand Brass Foundation, Auckland Boys' Хор, хор Ashburton MSA, міський хор Крайстчерча та UK Singingworks. Він з'являється на поштовій марці Нової Зеландії вартістю 1 долар, що випущена в 1998 році.
У 2017 році в честь дня народження королеви О'Ніл був призначений офіцером Новозеландського ордена «За заслуги» за заслуги перед оперою.
Виступ О'Ніла в «Симфонії № 8» Малера з філармонією Лос-Анджелеса було дві номінації на премію «Греммі» 2022 року за найкраще хорове виконання та найкращий інженерний альбом у класичній пісні.

## Записи
- Далекий коханий Бетховен Шуман Штраус Вагнер (Декка) Теренс Денніс
- Малер: Симфонія № 8 Deutsche Grammophon Лос-Анджелесська філармонія, Густаво Дудамель
- Вагнер: Wagnermania (NoMadMusic) Національний оркестр д'Іль-де-Франс, Кейс Скальоне
- Малер: Симфонія № 8 Мюнхенської філармонії, Валерій Гергієв
- Батько і син — Сцени та арії Вагнера (EMI) Новозеландський симфонічний оркестр, Пієтарі Інкінен
- Вагнер: Зігфрід (Галле) Галле, Марк Елдер
- Вагнер: Зігфрід (Наксос) Гонконгська філармонія, Яап ван Цведен
- Вагнер: Парсіфаль (Opus Arte) Королівська опера Ковент-Гарден, сер Антоніо Паппано
- Вагнер: Die Walküre (Arthaus Musik) Der Ring des Nibelungen Teatro alla Scala, Даніель Баренбойм
- Верді: Отелло (LSO Live) Лондонський симфонічний оркестр, сер Колін Девіс
- Вебер: Der Freischütz (LSO Live) Лондонський симфонічний оркестр, сер Колін Девіс
- Малер: Симфонія № 8 (Фантом) Сіднейська симфонія, Володимир Ашкеназі
- Бетховен: Симфонія № 9 Sony, Die Deutsche Kammerphilharmonie Bremen, Пааво Ярві
- Бетховен: Симфонія № 9 Аналекта, Симфонічний оркестр Монреаля, Кент Нагано
- Мартін: Der Sturm (Філармонічний оркестр Нідерландів), Thierry Fisher Hyperion Records
- Моцарт: Чарівна флейта (Декка) Зальцбурзький фестиваль, Ріккардо Муті
- Шосон: Le roi Arthus (Telarc) Симфонічний оркестр BBC, Леон Ботштейн
- Кірі та друзі (EMI) Оклендська філармонія

## Нагороди
- 2017 Офіцер Новозеландського ордена «За заслуги» до дня народження Королеви
- 2016 Доктор музики (Honoris Causa) Університет Вікторії Веллінгтона
- Премія лауреата Фонду мистецтв Нової Зеландії 2005 року
- Гранд-фіналіст Національної ради Метрополітен-Опера 2002 року
- 2003 Премія Товариства Вагнера Великобританії
- 2000 Магістр музики Манхеттенська музична школа
- 1999 Нагорода Національної ради за заохочення прослуховувань Метрополітен-Опера
- 1998 Стипендія Фулбрайта
- 1995 Бакалавр музики з відзнакою Університет Вікторії Веллінгтона
- 1994 Бакалавр Музичного Університету Отаго